# Barbate
Barbate is een gemeente in de Spaanse provincie Cádiz in de regio Andalusië met een oppervlakte van 142 km². In 2007 telde Barbate 22.582 inwoners.

## Bezienswaardigheden

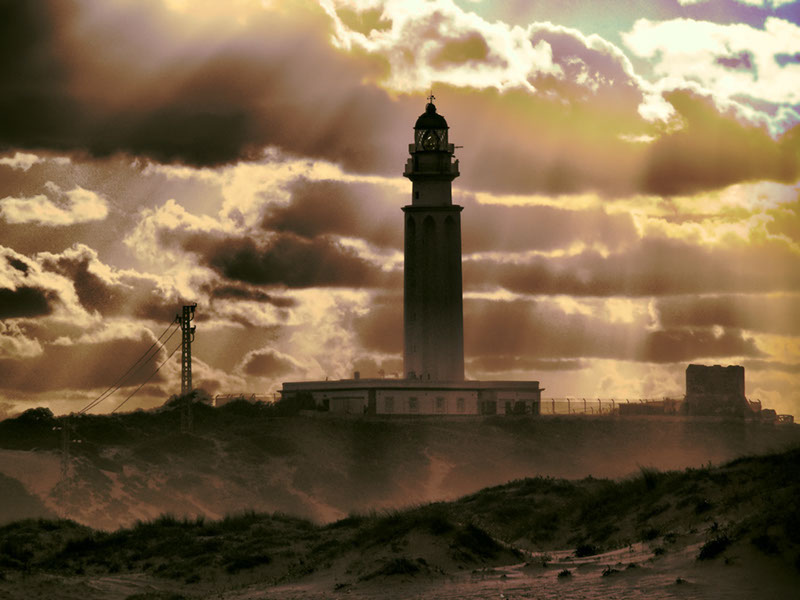
Vuurtoren van Trafalgar

- Het Paleis van Zahara de los Atunes
- Parque Natural de La Breña y Marismas del Barbate
- De Palomar de la Breña, een 18de-eeuwse duivenstad.
- De kluis van San Ambrosio
- De vuurtorens van de Trafalgarkaap en Punta Camarinal

## Demografische ontwikkeling
Bron: INE; 1857-2011: volkstellingen
Opm.: Barbate maakte tot 1940 deel uit van de gemeente Vejer de la Frontera